# Rita Wilden
Rita Jahn-Wilden (Lipsia, 9 ottobre 1947) è un'ex velocista tedesca, vincitrice della medaglia d'argento nei 400 metri alle Olimpiadi di Monaco di Baviera 1972.
In quella stessa edizione dei Giochi contribuì alla conquista del bronzo da parte della staffetta 4×400 metri insieme ad Anette Rückes, Inge Bödding e Hildegard Falck.